# Al-Baghawi
Al-Baghawi (arabe : البغوي, [al-Baghawī]) (1041/1044-1122) est un célèbre exégète musulman d'origine persane, connaisseur des hadîth, et juriste (Faqîh) chaféite. Il est surtout connu pour ses travaux concernant l'exégèse (tafsir) du Coran que l'on peut trouver dans ce qu'on appelle le Tafsir al-Baghawi. Son nom complet est Muhammad al-Husayn ibn Muhammad ibn Massoud al-Farra 'al-Baghawi (arabe : أبو محمد الحسين بن مسعود بن محمد بن الفراء البغوي), al-Farra étant une référence dans la négociation du commerce de la fourrure. Son nom "Al-Baghawi" vient de sa ville natale Bagh (ou Baghshûr) située dans le Khorassan (Afghanistan actuel) entre Hérat et Marv al-Rudh.
Il est également célèbre pour ses travaux dans le domaine du hadîth comme Sharh al-Sunna et Masabih al-Sunnah (en) dont cette dernière est devenu grâce à Mishkat al-Masabih, une version étendue de l'œuvre d'al-Baghawi par de Khatib al-Tabrizi (m. 1340). Il était un élève d'Al-Husayn ibn Muhammad al-Marwa al-Rudi. Il mourut à Marw ar-Rud en 1122.

## Œuvres
- Tafsir al-Baghawi : Al-Musammá : Maʻālim al-Tanzīl
- Al-Tahdhīb fī fiqh al-imām al-Shāfiʻī
- Sharḥ al-sunnah
- Masabih al-Sunnah (en)
- Al-Anwār fī shamāʼil al-Nabī al-Mukhtār
- Al-Jamʻ bayna al-Ṣaḥīḥayn
- Al-Arbaʻīn ḥadīthan
- Majmūʻah min al-fatāwā